# مايكل غرازيادي
مايكل غرازيادي (بالإنجليزية: Michael Graziadei)‏ مواليد 22 سبتمبر 1979 في ألمانيا، هو ممثل أمريكي بدأ مسيرته الفنية سنة 2001.

## الأعمال

### مسلسلات
| السنة | العمل                             | الدور           |
| ----- | --------------------------------- | --------------- |
| 2004  | معاقب مدى الحياة                  |                 |
| 2004  | ذا ينغ أند ذا رستلس               |                 |
| 2004  | إن سي آي إس                       | تشاك            |
| 2008  | عقول إجرامية                      | ستيفن           |
| 2008  | 90210                             | إريك            |
| 2009  | كاسل                              | برنت جونسون     |
| 2010  | سي اس آي: نيويورك                 |                 |
| 2010  | شبح هامس                          |                 |
| 2010  | سي اس آي: التحقيق في موقع الجريمة | كورت فرانسيس    |
| 2013  | لونغماير                          | ريتشارد مونتيرو |
| 2013  | عملاء شيلد                        |                 |
| 2014  | اليانصيب                          | كايل ووكر       |

## روابط خارجية
- مايكل غرازيادي على موقع IMDb (الإنجليزية)
- مايكل غرازيادي على موقع أول موفي (الإنجليزية)
- مايكل غرازيادي على موقع قاعدة بيانات الفيلم (الإنجليزية)